# Inostemma piricola
Inostemma piricola is een vliesvleugelig insect uit de familie van de Platygastridae. De wetenschappelijke naam van de soort is voor het eerst geldig gepubliceerd in 1906 door Kieffer.